# 肖碧莲
肖碧莲（1923年10月31日—2020年6月30日），上海人，中国生殖内分泌专家。1956年起在原苏联莫斯科第一医学院留学，1959年毕业获得候补博士学位。从事妇产科、生殖内分泌学科研和教学工作40年，是中国计划生育科学研究的开拓者和带头人之一。1978年调往北京，筹建国家计生委科研所，并成为世界卫生组织人类生殖研究中心。

## 生平
1949年毕业于上海圣约翰大学，获医学博士学位。1994年当选为中国工程院院士。
2020年6月30日，她于北京去世。